# Jon Dahl Tomasson
Jon Dahl Tomasson (Kopenhagen, 29 augustus 1976) is een Deens voetbaltrainer en voormalig voetballer die speelde als spits. Zijn hoogtepunten als clubspeler waren het winnen van de UEFA Cup met Feyenoord en het winnen van de UEFA Champions League met AC Milan. Van maart 1997 tot en met augustus 2010 kwam hij 112 keer uit voor het Deens voetbalelftal, waarvoor hij 52 keer scoorde. Tomasson werd op 30 juni 2022 aangesteld als hoofdtrainer van Blackburn Rovers.

## Spelerscarrière
Tomassons profcarrière begon in 1993 bij Køge BK. Na drie seizoenen bij deze club, ging hij naar sc Heerenveen, waarmee hij in 1997 de finale van de Amstel Cup bereikte en waar hij in 1996 de prijs Nederlands Talent van het Jaar won.
In 1997 vertrok hij naar Newcastle United, waar hij een seizoen speelde. Daarna speelde Tomasson vier seizoenen voor Feyenoord. Hiermee werd hij in 1999 kampioen van Nederland en won hij in 2002 de UEFA Cup. In de UEFA Cup-finale van 2002 scoorde hij het winnende doelpunt tegen Borussia Dortmund.
Na deze wedstrijd nam hij afscheid van Feyenoord en vertrok hij naar AC Milan. Met die club won hij in 2003 de UEFA Champions League, waarin de finale werd gewonnen van Juventus. In 2005 bereikte hij nogmaals de finale van dit toernooi, maar dit keer werd er verloren van Liverpool. Bij AC Milan was hij geen basisspeler, wat er mede de oorzaak van was dat hij in de zomer van 2005 naar VfB Stuttgart overstapte.
Na ook twee seizoenen bij het Spaanse Villarreal doorgebracht te hebben, keerde Tomasson op 2 juli 2008 terug bij Feyenoord. Hier kwam hij Gertjan Verbeek weer tegen, de assistent-trainer van Heerenveen in Tomassons tijd, ditmaal hoofdtrainer van Feyenoord. Tomasson tekende een contract voor drie jaar. Tijdens zijn officiële rentree voor Feyenoord tegen FC Volendam scoorde hij tweemaal uit een strafschop.
Op 7 juni 2011 maakte Tomasson op een persconferentie bekend dat hij wegens aanhoudend blessureleed per direct stopte met voetbal.

## Trainerscarrière
Tomasson werd toegevoegd aan de technische staf van Excelsior Rotterdam om daar ervaring op te doen in het trainersvak. Hier werd hij eerst assistent van hoofdcoach John Lammers en vervolgens van Leon Vlemmings. Na Vlemmings' vertrek naar Roda JC in 2013 werd Tomasson voor het seizoen 2013-2014 aangesteld als hoofdtrainer. Gedurende dat seizoen stapte Tomasson tijdens de winterstop over naar Roda JC, waar hij de ontslagen Ruud Brood opvolgde als hoofdtrainer. Hij wist het tij niet te keren in Kerkrade. Onder zijn leiding degradeerde Roda JC op zaterdag 3 mei 2014 voor het eerst in de geschiedenis naar de Eerste divisie. De club ontsloeg Tomasson 23 dagen later.
Voorafgaand aan het seizoen 2015/16 sloot Tomasson als assistent-trainer van Peter Bosz aan bij Vitesse, voor de duur van twee seizoenen. Hij verving Hendrie Krüzen, die terugkeerde naar Heracles Almelo. Na het vertrek van Peter Bosz naar Maccabi Tel Aviv en de benoeming van Rob Maas als hoofdtrainer, werd Tomasson diens eerste assistent. Op 7 maart 2016 werd bekend dat de Deen zijn contract in Arnhem niet zou uitdienen.
Vanaf de zomer van 2016 was hij assistent-trainer van het Deens voetbalelftal.
Op 10 januari 2020 werd Tomasson aangesteld als hoofdtrainer van Malmö FF. Zowel eind 2020 als eind 2021 werd de club onder zijn hoede Zweeds landskampioen. Ondanks het aanbod langer te blijven, koos Tomasson ervoor eind december 2021 te vertrekken bij Malmö FF.
In juni 2022 tekende Tomasson voor drie jaar als trainer bij Blackburn Rovers.

## Interlandcarrière
Tomasson debuteerde op 29 maart 1997 in en tegen Kroatië in het Deense nationale elftal. Hiervoor scoorde hij in 112 interlands 52 keer. Daarmee evenaarde hij het record van Poul Nielsen, die van 1910 tot en met 1925 ook 52 keer scoorde en gemiddeld 1,37 doelpunt per wedstrijd maakte voor de Deense nationale ploeg. Zijn 52e en laatste interlandtreffer maakte Tomasson op 24 juni 2010 tegen Japan in Phokeng. In augustus 2010 beëindigde Tomasson zijn interlandcarrière.

## Interlands
| Interlands van Jon Dahl Tomasson voor Denemarken | Interlands van Jon Dahl Tomasson voor Denemarken | Interlands van Jon Dahl Tomasson voor Denemarken | Interlands van Jon Dahl Tomasson voor Denemarken | Interlands van Jon Dahl Tomasson voor Denemarken | Interlands van Jon Dahl Tomasson voor Denemarken |
| №                                                | Datum                                            | Wedstrijd                                        | Uitslag                                          | Competitie                                       | Doelpunten                                       |
| Als speler van sc Heerenveen                     | Als speler van sc Heerenveen                     | Als speler van sc Heerenveen                     | Als speler van sc Heerenveen                     | Als speler van sc Heerenveen                     | Als speler van sc Heerenveen                     |
| ------------------------------------------------ | ------------------------------------------------ | ------------------------------------------------ | ------------------------------------------------ | ------------------------------------------------ | ------------------------------------------------ |
| 1                                                | 29 maart 1997                                    | Kroatië – Denemarken                             | 1 – 1                                            | WK-kwalificatie                                  |                                                  |
| 2                                                | 30 april 1997                                    | Denemarken – Slovenië                            | 4 – 0                                            | WK-kwalificatie                                  |                                                  |
| 3                                                | 8 juni 1997                                      | Denemarken – Bosnië en Herzegovina               | 2 – 0                                            | WK-kwalificatie                                  |                                                  |
| Als speler van Newcastle United                  |                                                  |                                                  |                                                  |                                                  |                                                  |
| 4                                                | 20 augustus 1997                                 | Bosnië en Herzegovina – Denemarken               | 3 – 0                                            | WK-kwalificatie                                  |                                                  |
| Als speler van Feyenoord                         |                                                  |                                                  |                                                  |                                                  |                                                  |
| 5                                                | 19 augustus 1998                                 | Tsjechië – Denemarken                            | 1 – 0                                            | Oefeninterland                                   |                                                  |
| 6                                                | 5 september 1998                                 | Wit-Rusland – Denemarken                         | 0 – 0                                            | EK-kwalificatie                                  |                                                  |
| 7                                                | 14 oktober 1998                                  | Zwitserland – Denemarken                         | 1 – 1                                            | EK-kwalificatie                                  |                                                  |
| 8                                                | 28 april 1999                                    | Denemarken – Zuid-Afrika                         | 1 – 1                                            | Oefeninterland                                   |                                                  |
| 9                                                | 9 juni 1999                                      | Wales – Denemarken                               | 0 – 2                                            | EK-kwalificatie                                  | Goal                                             |
| 10                                               | 18 augustus 1999                                 | Denemarken – Nederland                           | 0 – 0                                            | Oefeninterland                                   |                                                  |
| 11                                               | 4 september 1999                                 | Denemarken – Zwitserland                         | 2 – 1                                            | EK-kwalificatie                                  | Goal                                             |
| 12                                               | 8 september 1999                                 | Italië – Denemarken                              | 2 – 3                                            | EK-kwalificatie                                  | Goal                                             |
| 13                                               | 10 oktober 1999                                  | Denemarken – Iran                                | 0 – 0                                            | Oefeninterland                                   |                                                  |
| 14                                               | 13 november 1999                                 | Israël – Denemarken                              | 0 – 5                                            | EK-kwalificatie                                  | Goal · Goal                                      |
| 15                                               | 17 november 1999                                 | Denemarken – Israël                              | 3 – 0                                            | EK-kwalificatie                                  | Goal                                             |
| 16                                               | 29 maart 2000                                    | Portugal – Denemarken                            | 2 – 1                                            | Oefeninterland                                   | Goal                                             |
| 17                                               | 26 april 2000                                    | Denemarken – Zweden                              | 0 – 1                                            | Oefeninterland                                   |                                                  |
| 18                                               | 3 juni 2000                                      | Denemarken – België                              | 2 – 2                                            | Oefeninterland                                   | Goal                                             |
| 19                                               | 11 juni 2000                                     | Denemarken – Frankrijk                           | 0 – 3                                            | EK-eindronde                                     |                                                  |
| 20                                               | 16 juni 2000                                     | Nederland – Denemarken                           | 3 – 0                                            | EK-eindronde                                     |                                                  |
| 21                                               | 21 juni 2000                                     | Tsjechië – Denemarken                            | 2 – 0                                            | EK-eindronde                                     |                                                  |
| 22                                               | 16 augustus 2000                                 | Faeröer – Denemarken                             | 0 – 2                                            | Nordic Cup                                       |                                                  |
| 23                                               | 2 september 2000                                 | IJsland – Denemarken                             | 1 – 2                                            | WK-kwalificatie                                  | Goal                                             |
| 24                                               | 7 oktober 2000                                   | Noord-Ierland – Denemarken                       | 1 – 1                                            | WK-kwalificatie                                  |                                                  |
| 25                                               | 11 oktober 2000                                  | Denemarken – Bulgarije                           | 1 – 1                                            | WK-kwalificatie                                  |                                                  |
| 26                                               | 15 november 2000                                 | Denemarken – Duitsland                           | 2 – 1                                            | Oefeninterland                                   |                                                  |
| 27                                               | 28 maart 2001                                    | Tsjechië – Denemarken                            | 0 – 0                                            | WK-kwalificatie                                  |                                                  |
| 28                                               | 25 april 2001                                    | Denemarken – Slovenië                            | 3 – 0                                            | Oefeninterland                                   | Goal                                             |
| 29                                               | 2 juni 2001                                      | Denemarken – Tsjechië                            | 2 – 1                                            | WK-kwalificatie                                  | Goal                                             |
| 30                                               | 6 juni 2001                                      | Denemarken – Malta                               | 2 – 1                                            | WK-kwalificatie                                  |                                                  |
| 31                                               | 15 augustus 2001                                 | Frankrijk – Denemarken                           | 1 – 0                                            | Oefeninterland                                   |                                                  |
| 32                                               | 1 september 2001                                 | Denemarken – Noord-Ierland                       | 1 – 1                                            | WK-kwalificatie                                  |                                                  |
| 33                                               | 5 september 2001                                 | Bulgarije – Denemarken                           | 0 – 2                                            | WK-kwalificatie                                  | Goal · Goal                                      |
| 34                                               | 6 oktober 2001                                   | Denemarken – IJsland                             | 6 – 0                                            | WK-kwalificatie                                  |                                                  |
| 35                                               | 10 november 2001                                 | Denemarken – Nederland                           | 1 – 1                                            | Oefeninterland                                   |                                                  |
| 36                                               | 13 februari 2002                                 | Saoedi-Arabië – Denemarken                       | 0 – 1                                            | Oefeninterland                                   |                                                  |
| 37                                               | 17 april 2002                                    | Denemarken – Israël                              | 3 – 1                                            | Oefeninterland                                   | Goal                                             |
| 38                                               | 17 mei 2002                                      | Denemarken – Kameroen                            | 2 – 1                                            | Oefeninterland                                   | Goal                                             |
| 39                                               | 26 mei 2002                                      | Denemarken – Tunesië                             | 2 – 1                                            | Oefeninterland                                   |                                                  |
| 40                                               | 1 juni 2002                                      | Uruguay – Denemarken                             | 1 – 2                                            | WK-eindronde                                     | Goal · Goal                                      |
| 41                                               | 6 juni 2002                                      | Senegal – Denemarken                             | 1 – 1                                            | WK-eindronde                                     | Goal                                             |
| 42                                               | 11 juni 2002                                     | Denemarken – Frankrijk                           | 2 – 0                                            | WK-eindronde                                     | Goal                                             |
| 43                                               | 15 juni 2002                                     | Denemarken – Engeland                            | 0 – 3                                            | WK-eindronde                                     |                                                  |
| Als speler van AC Milan                          |                                                  |                                                  |                                                  |                                                  |                                                  |
| 44                                               | 21 augustus 2002                                 | Schotland – Denemarken                           | 0 – 1                                            | Oefeninterland                                   |                                                  |
| 45                                               | 7 september 2002                                 | Noorwegen – Denemarken                           | 2 – 2                                            | EK-kwalificatie                                  | Goal · Goal                                      |
| 46                                               | 12 oktober 2002                                  | Denemarken – Luxemburg                           | 2 – 0                                            | EK-kwalificatie                                  | Goal                                             |
| 47                                               | 20 november 2002                                 | Denemarken – Polen                               | 2 – 0                                            | Oefeninterland                                   | Goal                                             |
| 48                                               | 12 februari 2003                                 | Egypte – Denemarken                              | 1 – 4                                            | Oefeninterland                                   | Goal                                             |
| 49                                               | 29 maart 2003                                    | Roemenië – Denemarken                            | 2 – 5                                            | EK-kwalificatie                                  | Goal                                             |
| 50                                               | 2 april 2003                                     | Denemarken – Bosnië en Herzegovina               | 0 – 2                                            | EK-kwalificatie                                  |                                                  |
| 51                                               | 30 april 2003                                    | Denemarken – Oekraïne                            | 1 – 0                                            | Oefeninterland                                   |                                                  |
| 52                                               | 20 augustus 2003                                 | Denemarken – Finland                             | 1 – 1                                            | Oefeninterland                                   |                                                  |
| 53                                               | 10 september 2003                                | Denemarken – Roemenië                            | 2 – 2                                            | EK-kwalificatie                                  | Goal                                             |
| 54                                               | 11 oktober 2003                                  | Bosnië en Herzegovina – Denemarken               | 1 – 1                                            | EK-kwalificatie                                  |                                                  |
| 55                                               | 16 november 2003                                 | Engeland – Denemarken                            | 2 – 3                                            | Oefeninterland                                   | Goal                                             |
| 56                                               | 18 februari 2004                                 | Turkije – Denemarken                             | 0 – 1                                            | Oefeninterland                                   |                                                  |
| 57                                               | 31 maart 2004                                    | Spanje – Denemarken                              | 2 – 0                                            | Oefeninterland                                   |                                                  |
| 58                                               | 28 april 2004                                    | Denemarken – Schotland                           | 1 – 0                                            | Oefeninterland                                   |                                                  |
| 59                                               | 30 mei 2004                                      | Estland – Denemarken                             | 2 – 2                                            | Oefeninterland                                   | Goal                                             |
| 60                                               | 5 juni 2004                                      | Denemarken – Kroatië                             | 1 – 2                                            | Oefeninterland                                   |                                                  |
| 61                                               | 14 juni 2004                                     | Denemarken – Italië                              | 0 – 0                                            | EK-eindronde                                     |                                                  |
| 62                                               | 18 juni 2004                                     | Denemarken – Bulgarije                           | 2 – 0                                            | EK-eindronde                                     | Goal                                             |
| 63                                               | 22 juni 2004                                     | Denemarken – Zweden                              | 2 – 2                                            | EK-eindronde                                     | Goal · Goal                                      |
| 64                                               | 27 juni 2004                                     | Tsjechië – Denemarken                            | 3 – 0                                            | EK-eindronde                                     |                                                  |
| 65                                               | 18 augustus 2004                                 | Polen – Denemarken                               | 1 – 5                                            | Oefeninterland                                   |                                                  |
| 66                                               | 4 september 2004                                 | Denemarken – Oekraïne                            | 1 – 1                                            | WK-kwalificatie                                  |                                                  |
| 67                                               | 9 oktober 2004                                   | Albanië – Denemarken                             | 0 – 2                                            | WK-kwalificatie                                  | Goal                                             |
| 68                                               | 13 oktober 2004                                  | Denemarken – Turkije                             | 1 – 1                                            | WK-kwalificatie                                  | Goal                                             |
| 69                                               | 17 november 2004                                 | Georgië – Denemarken                             | 2 – 2                                            | WK-kwalificatie                                  | Goal · Goal                                      |
| 70                                               | 9 februari 2005                                  | Griekenland – Denemarken                         | 2 – 1                                            | WK-kwalificatie                                  |                                                  |
| 71                                               | 26 maart 2005                                    | Denemarken – Kazachstan                          | 3 – 0                                            | WK-kwalificatie                                  |                                                  |
| 72                                               | 30 maart 2005                                    | Oekraïne – Denemarken                            | 1 – 0                                            | WK-kwalificatie                                  |                                                  |
| 73                                               | 2 juni 2005                                      | Finland – Denemarken                             | 0 – 1                                            | Oefeninterland                                   |                                                  |
| 74                                               | 8 juni 2005                                      | Denemarken – Albanië                             | 3 – 1                                            | WK-kwalificatie                                  |                                                  |
| Als speler van VfB Stuttgart                     |                                                  |                                                  |                                                  |                                                  |                                                  |
| 75                                               | 17 augustus 2005                                 | Denemarken – Engeland                            | 4 – 1                                            | Oefeninterland                                   | Goal                                             |
| 76                                               | 3 september 2005                                 | Turkije – Denemarken                             | 2 – 2                                            | WK-kwalificatie                                  |                                                  |
| 77                                               | 7 september 2005                                 | Denemarken – Georgië                             | 6 – 1                                            | WK-kwalificatie                                  | Goal                                             |
| 78                                               | 8 oktober 2005                                   | Denemarken – Griekenland                         | 1 – 0                                            | WK-kwalificatie                                  |                                                  |
| 79                                               | 12 oktober 2005                                  | Kazachstan – Denemarken                          | 1 – 2                                            | WK-kwalificatie                                  | Goal                                             |
| 80                                               | 27 mei 2006                                      | Denemarken – Paraguay                            | 1 – 1                                            | Oefeninterland                                   | Goal                                             |
| 81                                               | 31 mei 2006                                      | Frankrijk – Denemarken                           | 2 – 0                                            | Oefeninterland                                   |                                                  |
| 82                                               | 1 september 2006                                 | Denemarken – Portugal                            | 4 – 2                                            | Oefeninterland                                   | Goal                                             |
| 83                                               | 6 september 2006                                 | IJsland – Denemarken                             | 0 – 2                                            | EK-kwalificatie                                  | Goal                                             |
| 84                                               | 7 oktober 2006                                   | Denemarken – Noord-Ierland                       | 0 – 0                                            | EK-kwalificatie                                  |                                                  |
| 85                                               | 11 oktober 2006                                  | Liechtenstein – Denemarken                       | 0 – 4                                            | EK-kwalificatie                                  | Goal · Goal                                      |
| Als speler van Villarreal CF                     |                                                  |                                                  |                                                  |                                                  |                                                  |
| 86                                               | 6 februari 2007                                  | Australië – Denemarken                           | 1 – 3                                            | Oefeninterland                                   | Goal · Goal                                      |
| 87                                               | 24 maart 2007                                    | Spanje – Denemarken                              | 2 – 1                                            | EK-kwalificatie                                  |                                                  |
| 88                                               | 28 maart 2007                                    | Duitsland – Denemarken                           | 0 – 1                                            | Oefeninterland                                   |                                                  |
| 89                                               | 2 juni 2007                                      | Denemarken – Zweden                              | 3 – 3                                            | EK-kwalificatie                                  | Goal                                             |
| 90                                               | 6 juni 2007                                      | Letland – Denemarken                             | 0 – 2                                            | EK-kwalificatie                                  |                                                  |
| 91                                               | 22 augustus 2007                                 | Denemarken – Ierland                             | 0 – 4                                            | Oefeninterland                                   |                                                  |
| 92                                               | 8 september 2007                                 | Zweden – Denemarken                              | 0 – 0                                            | EK-kwalificatie                                  |                                                  |
| 93                                               | 12 september 2007                                | Denemarken – Liechtenstein                       | 4 – 0                                            | EK-kwalificatie                                  | Goal                                             |
| 94                                               | 13 oktober 2007                                  | Denemarken – Spanje                              | 1 – 3                                            | EK-kwalificatie                                  | Goal                                             |
| 95                                               | 17 oktober 2007                                  | Denemarken – Letland                             | 3 – 1                                            | EK-kwalificatie                                  | Goal                                             |
| 96                                               | 21 november 2007                                 | Denemarken – IJsland                             | 3 – 0                                            | EK-kwalificatie                                  | Goal                                             |
| 97                                               | 6 februari 2008                                  | Slovenië – Denemarken                            | 1 – 2                                            | Oefeninterland                                   | Goal                                             |
| 98                                               | 26 maart 2008                                    | Denemarken – Tsjechië                            | 1 – 1                                            | Oefeninterland                                   |                                                  |
| 99                                               | 29 mei 2008                                      | Nederland – Denemarken                           | 1 – 1                                            | Oefeninterland                                   |                                                  |
| Als speler van Feyenoord                         |                                                  |                                                  |                                                  |                                                  |                                                  |
| 100                                              | 20 augustus 2008                                 | Denemarken – Spanje                              | 0 – 3                                            | Oefeninterland                                   |                                                  |
| 101                                              | 6 september 2008                                 | Hongarije – Denemarken                           | 0 – 0                                            | WK-kwalificatie                                  |                                                  |
| 102                                              | 10 september 2008                                | Portugal – Denemarken                            | 2 – 3                                            | WK-kwalificatie                                  |                                                  |
| 103                                              | 12 augustus 2009                                 | Denemarken – Chili                               | 1 – 2                                            | Oefeninterland                                   |                                                  |
| 104                                              | 5 september 2009                                 | Denemarken – Portugal                            | 1 – 1                                            | WK-kwalificatie                                  |                                                  |
| 105                                              | 9 september 2009                                 | Albanië – Denemarken                             | 1 – 1                                            | WK-kwalificatie                                  |                                                  |
| 106                                              | 10 oktober 2009                                  | Denemarken – Zweden                              | 1 – 0                                            | WK-kwalificatie                                  |                                                  |
| 107                                              | 14 oktober 2009                                  | Denemarken – Hongarije                           | 0 – 1                                            | WK-kwalificatie                                  |                                                  |
| 108                                              | 27 mei 2010                                      | Denemarken – Senegal                             | 2 – 0                                            | Oefeninterland                                   |                                                  |
| 109                                              | 1 juni 2010                                      | Australië – Denemarken                           | 1 – 0                                            | Oefeninterland                                   |                                                  |
| 110                                              | 5 juni 2010                                      | Zuid-Afrika – Denemarken                         | 1 – 0                                            | Oefeninterland                                   |                                                  |
| 111                                              | 19 juni 2010                                     | Kameroen – Denemarken                            | 1 – 2                                            | WK-eindronde                                     |                                                  |
| 112                                              | 24 juni 2010                                     | Japan – Denemarken                               | 3 – 1                                            | WK-eindronde                                     | Goal                                             |

## Clubstatistieken als speler
| Seizoen | Club             | Wedstrijden | Doelpunten | Assists | Competitie       |
| ------- | ---------------- | ----------- | ---------- | ------- | ---------------- |
| 1993    | Køge BK          | 20          | 10         |         | SAS Ligaen       |
| 1994    | Køge BK          | 33          | 27         |         | SAS Ligaen       |
| 1994/95 | sc Heerenveen    | 16          | 5          |         | Eredivisie       |
| 1995/96 | sc Heerenveen    | 30          | 14         |         | Eredivisie       |
| 1996/97 | sc Heerenveen    | 32          | 18         |         | Eredivisie       |
| 1997/98 | Newcastle United | 23          | 3          |         | Premier League   |
| 1998/99 | Feyenoord        | 33          | 13         |         | Eredivisie       |
| 1999/00 | Feyenoord        | 28          | 10         |         | Eredivisie       |
| 2000/01 | Feyenoord        | 31          | 15         |         | Eredivisie       |
| 2001/02 | Feyenoord        | 30          | 17         |         | Eredivisie       |
| 2002/03 | AC Milan         | 20          | 4          |         | Serie A          |
| 2003/04 | AC Milan         | 26          | 12         |         | Serie A          |
| 2004/05 | AC Milan         | 30          | 6          |         | Serie A          |
| 2005/06 | VfB Stuttgart    | 26          | 8          |         | Bundesliga       |
| 2006/07 | VfB Stuttgart    | 4           | 0          |         | Bundesliga       |
| 2006/07 | Villarreal       | 11          | 4          |         | Primera División |
| 2007/08 | Villarreal       | 25          | 3          |         | Primera División |
| 2008/09 | Feyenoord        | 13          | 9          |         | Eredivisie       |
| 2009/10 | Feyenoord        | 24          | 11         |         | Eredivisie       |
| 2010/11 | Feyenoord        | 0           | 0          |         | Eredivisie       |
| Totaal  | Totaal           | 453         | 187        |         |                  |

## Clubstatistieken als trainer
| Seizoen   | Club       | Competitie     | Functie                                        | Klassering                          |
| --------- | ---------- | -------------- | ---------------------------------------------- | ----------------------------------- |
| 2011–2012 | Excelsior  | Eredivisie     | Assistent-trainer (van John Lammers)           | 18e (degradatie)                    |
| 2012–2013 | Excelsior  | Jupiler League | Assistent-trainer (van Leon Vlemmings)         | 15e                                 |
| 2013–2014 | Excelsior  | Jupiler League | Hoofdtrainer (t/m december 2013)               | 7e (bij vertrek), eindklassering 3e |
| 2013–2014 | Roda JC    | Eredivisie     | Hoofdtrainer (per januari 2014)                | 18e (degradatie)                    |
| 2015-2016 | Vitesse    | Eredivisie     | Assistent-trainer (van Peter Bosz en Rob Maas) | 9e                                  |
| 2016–2020 | Denemarken | -              | Assistent-trainer (van Åge Hareide)            | -                                   |
| 2020      | Malmö FF   | Allsvenskan    | Hoofdtrainer                                   | 1e                                  |
| 2021      | Malmö FF   | Allsvenskan    | Hoofdtrainer                                   | 1e                                  |

## Erelijst
Als speler
| Competitie            | Aantal    | Jaren     |
| Feyenoord             | Feyenoord | Feyenoord |
| --------------------- | --------- | --------- |
| Continentaal          |           |           |
| UEFA Cup              | 1x        | 2001/02   |
| Nationaal             |           |           |
| Eredivisie            | 1x        | 1998/99   |
| Johan Cruijff Schaal  | 1x        | 1999      |
| AC Milan              |           |           |
| Continentaal          |           |           |
| UEFA Champions League | 1x        | 2002/03   |
| UEFA Super Cup        | 1x        | 2003      |
| Nationaal             |           |           |
| Serie A               | 1x        | 2003/04   |
| Coppa Italia          | 1x        | 2002/03   |
| Supercoppa Italiana   | 1x        | 2004      |

Als trainer
| Competitie  | Aantal   | Jaren      |
| Malmö FF    | Malmö FF | Malmö FF   |
| ----------- | -------- | ---------- |
| Allsvenskan | 2x       | 2020, 2021 |

Individueel als speler/trainer
| Prijs                                  |             |                     |
| Prijs                                  | Aantal      | Jaren               |
| Individueel                            | Individueel | Individueel         |
| -------------------------------------- | ----------- | ------------------- |
| Deens Voetballer van het Jaar onder 19 | 1x          | 1994                |
| Nederlands Talent van het Jaar         | 1x          | 1996                |
| FIFA WK Bronzen Schoen                 | 1x          | 2002 (4 doelpunten) |
| Deens Voetballer van het Jaar          | 2x          | 2002, 2004          |
| UEFA EK All-Star Team                  | 1x          | 2004                |
| Allsvenskan Trainer van het Jaar       | 1x          | 2020                |

## Privé
Tomasson heeft twee zoons, Luca (geboren in 2008) en Liam (geboren in 2012), met zijn Deense vrouw Line Kongeskov. Zijn gezin woont in Rotterdam, Nederland. Zijn zoontje Luca voetbalt voor Feyenoord in de jeugd.